# Mojzer Miklós
Mojzer Miklós (Budapest, 1931. november 7. – 2014. augusztus 24.) magyar művészettörténész, muzeológus, 2004-ig a Szépművészeti Múzeum főigazgatója. A Magyar Tudományos Akadémia Művészettörténeti Bizottságának tagja. A Kossuth- és Széchenyi-díj Bizottságának tagja volt.

## Életpályája
Az ELTE muzeológiaszakos hallgatója volt 1950–1955 között. 1955–1957 között az esztergomi Keresztény Múzeumban, majd 1957–1974 között a Szépművészeti Múzeum Régi Képtárában dolgozott. 1974–1976 között a Magyar Nemzeti Galéria Régi Magyar Osztályának muzeológusa, 1977–1989 között osztályvezetője volt. A négykötetes Művészeti lexikon munkatársa volt. 1981-től szerkesztette a Művészettörténeti Értesítőt. 1989–2004 között a Szépművészeti Múzeum főigazgatója volt.

## Családja
Szülei: Mojzer Antal és Regenhart Lucia voltak. 1958–1998 között Kovács Éva volt a felesége, aki külföldön is ismert és elismert ötvöstörténész volt. Gyermekük: Anna (1965).

## Kutatási területe
Kutatási területe a magyar barokk építészettörténet, építészetikonológia, az európai és hazai késő gótikus és barokk festészet volt. Az olasz festészettel, valamint M S mester művészetével foglalkozott.

## Könyvei
- Az északolasz renaissance (Budapest, 1960)
- A quattrocento festészete (Budapest, 1960)
- Werke deutscher Künstler in Ungarn. Architektur (Strasbourg, 1962)
- Az Esztergomi Keresztény Múzeum képtára (Budapest, 1964.) (társszerző, Boskovits Miklóssal és Mucsi Andrással)
- Torony, kupola, kolonnád (1971)
- The Warsaw Collection (1971)
- M. S. mester passióképei (1976)
- A Nemzeti Galéria Régi Gyűjteményei (1984, társszerző)

## Díjai, kitüntetései
- Pasteiner Gyula-emlékérem (1966)
- Móra Ferenc-emlékérem (1983)
- A Magyar Köztársasági Érdemrend középkeresztje  (2005)